# Coupe de France de water-polo féminine 2022
Navigation
2021 2023
Le Trophée Alice Milliat (Coupe de France de water-polo) est la 1re édition du Trophée Alice Milliat (et la 5e édition de la Coupe de France féminine de water-polo), compétition à élimination directe mettant aux prises les 4 meilleurs clubs de water-polo du Championnat de France Elite à la mi-saison.

## Phase finale
|  | Demi-finales                    | Demi-finales                    |                            |    | Finale                        | Finale                        |
|  | Demi-finales                    | Demi-finales                    |                            |    | Finale                        | Finale                        |
|  |                                 |                                 |                            |    |                               |                               |
|  | vendredi 28 janvier 2022, Lille | vendredi 28 janvier 2022, Lille |                            |    | samedi 29 janvier 2022, Lille | samedi 29 janvier 2022, Lille |
|  | vendredi 28 janvier 2022, Lille | vendredi 28 janvier 2022, Lille |                            |    | samedi 29 janvier 2022, Lille | samedi 29 janvier 2022, Lille |
|  | Lille Métropole Water-Polo      | 15                              |                            |    | samedi 29 janvier 2022, Lille | samedi 29 janvier 2022, Lille |
|  | Lille Métropole Water-Polo      | 15                              |                            |    | samedi 29 janvier 2022, Lille | samedi 29 janvier 2022, Lille |
|  | Mulhouse Water-Polo             | 6                               |                            |    | samedi 29 janvier 2022, Lille | samedi 29 janvier 2022, Lille |
|  | Mulhouse Water-Polo             | 6                               | Lille Métropole Water-Polo | 12 |                               |                               |
|  | vendredi 28 janvier 2022, Lille |                                 | Lille Métropole Water-Polo | 12 |                               |                               |
|  |                                 | Olympic Nice Natation           | 1                          |    |                               |                               |
|  | Olympic Nice Natation           | Olympic Nice Natation           | 1                          | 11 |                               |                               |
|  | Olympic Nice Natation           |                                 |                            | 11 |                               |                               |
|  | ASPTT Nancy                     | 9                               |                            |    |                               |                               |
|  | ASPTT Nancy                     | 9                               | Match pour la 3e place     |    |                               |                               |
|  |                                 |                                 |                            |    |                               |                               |
|  | samedi 29 janvier 2022, Lille   |                                 |                            |    |                               |                               |
|  |                                 |                                 |                            |    |                               |                               |
|  | Mulhouse Water-Polo             | 9                               |                            |    |                               |                               |
|  | Mulhouse Water-Polo             | 9                               |                            |    |                               |                               |
|  | ASPTT Nancy                     | 8                               |                            |    |                               |                               |
|  | ASPTT Nancy                     | 8                               |                            |    |                               |                               |